# Festival da Canção 1990
Das 27. Festival da Canção fand am 10. März 1990 im Casino Estoril in der Küstenstadt Estoril statt. Der ausstrahlende Sender war Rádio e Televisão de Portugal. Gleichzeitig diente es als portugiesischer Vorentscheid für den Eurovision Song Contest 1990 in Jugoslawien. Das Finale fand mit 10 Teilnehmern statt und moderiert wurde der Abend von Ana do Carmo und Nicolau Breyner.
Gewinner und damit Vertreter Portugals beim Eurovision Song Contest in Zagreb wurde die Sängerin Nucha, die mit ihrem Song Há sempre alguém im Finale den 20. von 22. Plätzen erreichte. Beim Festival da Canção lautete der Titel des Songs noch Sempre (há sempre alguém), für den Eurovision Song Contest wurde er jedoch gekürzt.

## Teilnehmer
Finale
| Startnr. | Interpret             | Lied                        | Musik und Text                                  | Rang | Punkte |
| -------- | --------------------- | --------------------------- | ----------------------------------------------- | ---- | ------ |
| 1.       | Onda Média            | Uma rainha                  | T/M: Simas Soeiro                               | 6.   | 127    |
| 2.       | João Paulo            | Na ilha do tesouro          | T/M: João Paulo                                 | 8.   | 80     |
| 3.       | Karamurú              | Essência da vida            | T/M: Marco Quelhas                              | 2.   | 170    |
| 4.       | Jorge Fernando        | Via aérea                   | T/M: Jorge Fernando                             | 7.   | 102    |
| 5.       | Afonsinhos do Condado | Juju e a sua banda          | T/M: Eugénio Lopes                              | 9.   | 77     |
| 6.       | Toy                   | Mais e mais                 | T/M: Ricardo Landum, Toy                        | 3.   | 145    |
| 7.       | Nucha                 | Sempre (Há sempre alguém)   | T: Francisco Teotónio Pereira; M: Jan van Dijck | 1.   | 242    |
| 8.       | Kika                  | Terceiro milénio            | T/M: Eugénio Lopes                              | 10.  | 63     |
| 9.       | Os Helena             | Ele é um playboy            | T/M: Ricardo Landum                             | 5.   | 130    |
| 10.      | Sara                  | Deixa lá (o pior já passou) | T: Alexandra Solnado; M: Paulo de Carvalho      | 4.   | 140    |